# Letterbox

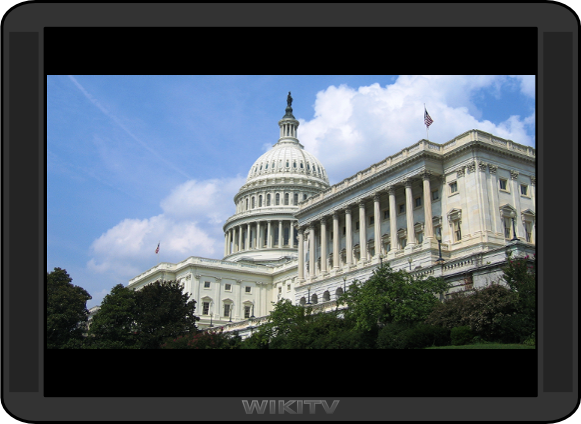
Immagine in formato 16:9 visualizzata, utilizzando la tecnica del letterbox, su uno schermo con aspect ratio 4:3, con le caratteristiche bande nere.

Letterbox, letteralmente traducibile in italiano buca delle lettere, è la locuzione che si usa, principalmente nel campo dell'intrattenimento video domestico (home entertainment in inglese), per indicare una visione televisiva con "bande nere" (in inglese dette matte) sopra e sotto l'immagine, risultante in un televisore o monitor in cui l'aspect ratio è inferiore al formato nativo dell'immagine. Un'immagine in formato 2,35:1, 1,85:1 o 1,78:1 (16/9) sarà sempre letterbox in un televisore 4/3 mentre l'immagine 1,78:1 in un televisore 16/9 risulterà widescreen. Viene, dunque, sfruttata tutta la larghezza del video e non si ha perdita di immagine.
Alternativa al letterbox è il pan and scan. dove viene sfruttata tutta l'altezza del video e l'immagine viene tagliata ai bordi se più grande e si ha, quindi, perdita di immagine.

## Esempi diLetterbox
Spesso il letterbox viene confuso con l'anamorfico poiché anche in questa situazione, nei televisori 16/9 i formati 1,85:1 e 2,35:1 si vedono con le bande nere sopra e sotto ma, pur non trattandosi di letterbox effettivo, così viene lo stesso chiamato, anziché semplicemente anamorfico.
Ci si accorgerà della differenza (specialmente di qualità video) se si compareranno due DVD di film, uno registrato con lente anamorfica e l'altro no, ma entrambi ad esempio in formato 2,35:1: il primo si adatterà al televisore 16/9 in maniera naturale (pur se con le bande nere sopra e sotto, quindi in letterbox); il secondo, invece, risulterà "schiacciato": pertanto, per vederlo nel corretto rapporto 1:1, sarà necessario zoomare l'immagine con conseguente perdita di qualità.

## Letterboxe DVD video
Descriviamo meglio la differenza tra i concetti letterbox di un formato video nativo codificato in 4/3 e letterbox di un formato video nativo codificato in anamorfico. Nell'esempio che segue prendiamo in esame un film il cui formato cinematografico originale sia 2,35:1: bene, il video del film può avere una trasposizione in DVD sia utilizzando l'originaria codifica anamorfica (dato per ammesso che il film sia stato girato con lente anamorfica) e in questo caso di parla di formato 2,35:1 anamorfico, sia non utilizzandola, quindi di fatto ottimizzandolo esclusivamente per l'uso nei televisiori in 4/3 e in questo caso di parla di formato 2,35:1 letterbox.
- Un dvd in formato 2,35:1 anamorfico su un televisore 4/3 si vedrà in letterbox con due bande nere sopra e sotto l'immagine e l'immagine centrale avrà il corretto aspect ratio, cioè non presenterà aberrazioni
- Un dvd in formato 2,35:1 letterbox su un televisore 4/3 si vedrà in letterbox con due bande nere sopra e sotto l'immagine e l'immagine centrale avrà il corretto aspect ratio, cioè non presenterà aberrazioni
- Un dvd in formato 2,35:1 anamorfico su un televisore 16/9 si vedrà in letterbox con due bande nere sopra e sotto l'immagine e l'immagine centrale avrà il corretto aspect ratio, cioè non presenterà aberrazioni
- Un dvd in formato 2,35:1 letterbox su un televisore 16/9 si vedrà in letterbox con due bande nere sopra e sotto l'immagine e l'immagine centrale non avrà il corretto aspect ratio, quindi presenterà aberrazioni ovvero si vedrà "schiacciata"

Quanto sopra descritto spiega perché sia meglio parlare di anamorfico, anziché di letterbox per i televisori a 16/9.